# L'Économiste
L'Économiste est un journal marocain francophone fondé en 1991. Filiale du groupe Eco-Medias, il traite principalement de l'actualité économique, financière et juridique.
Il est détenu par l'homme d'affaires Zouheir Bennani (Label Vie et Aradei Capital) et son associé libanais Nader Mawlawi (Sunergia).

## Présentation

### Présentation du journal
L’Économiste est fondé le 17 octobre 1991 à Casablanca par le couple Abdelmounaim Dilami et Nadia Salah (Marie Therese-Bourrut).
Parmi les actionnaires initiaux figurent également Khalid Belyazid et Nader Mawlawi, un libanais qui a fondé en 1991 le groupe d'études marketing Sunergia .
Le journal est la propriété du groupe Éco-Médias, qui contrôle également :    
- Atlantic Radio
- Le journal arabophone Assabah.
- L’École privée de journalisme ESJC
- L'imprimerie Ecoprint
- L’Économiste du Fasso (Filiale au Burkina Faso).

### Modèle économique
Le journal tire une partie de ses revenus des abonnements ainsi que des annonceurs publicitaires. Il publie parfois des reportages publicitaires en faveur de ceux-ci.
En 2016, il vendait environ 12 999 exemplaires pour une circulation de 16 162 par jour.
En 2021, il met en place un paywall sur son internet.

### Évolution de l'actionnariat
Voilà son actionnariat en 1996 : 
| Actionnariat du groupe Eco-Medias en 1996                                                    | %     |
| -------------------------------------------------------------------------------------------- | ----- |
| Marie Therese Bourrut Dilami connue sous le nom "Nadia Salah" (directrice de rédaction)      | 15 %  |
| Abdelmounaïm Dilami (PDG d'Éco-Médias)                                                       | 9,5 % |
| Khalid Belyazid (Directeur général d'Éco-Médias)                                             | 3,5 % |
| Nassredine EL AFRIT                                                                          | 7,5 % |
| Moulay Hafid EL ALAMY                                                                        | 9,5 % |
| Abderrahmane SAAÏDI - Ancien Ministre de la Privatisation puis directeur général de la SAMIR | 9,1 % |
| Global Communication. Filiale de l'entreprise royale SNI.                                    | 9,5 % |
| Sopar (holding de la famille Kettani)                                                        | 4,5 % |
| Afriquia (filiale du groupe Akwa de Aziz Akhenouch)                                          | 5 %   |
| Kat (famille Ouazzani)                                                                       | 9,5 % |
| Sunergia (entreprise d'études de marché)                                                     | 9,5 % |
| Attijari Capital Risque                                                                      | 7,5 % |

Le groupe Caractères de Aziz Akhannouch tente plusieurs fois de s'emparer de l’Économiste, sans succès .
Après la mort de Hassan II, la famille Dilami augmente sa part dans l'actionnariat de l'entreprise et contrôle désormais la majorité des actions et voit l'entrée dans l'actionnariat de l'homme d'affaires français Jean Claude Martinet.
| Actionnariat du groupe Eco-Medias en 2009                                                                            | %      |
| --- | ------ |
| Marie Therese Bourrut Dilami , connue sous le nom "Nadia Salah" (directrice de rédaction)                            | 31,3 % |
| Abdelmounaïm Dilami (PDG d'Éco-Médias)                                                                               | 29,2 % |
| Khalid Belyazid (Directeur général d'Éco-Médias)                                                                     | 3,5 %  |
| AIXOR. Entreprise de gestion des valeurs mobilières détenue par Jean Luc Martinet délégué national de l'UMP au Maroc | 10,3 % |
| Global Communication. Filiale de l'entreprise royale SNI.                                                            | 10,3 % |
| Sunergia (entreprise d'études de marché et de sondages détenue par Nader Mawlawi)                                    | 10,3 % |
| SOPAR (holding de la famille Kettani)                                                                                | 4,9 %  |

#### Vente en 2020 à Zouheir Bennani et Nader Mawlawi
Lors de l'été 2020, le couple Dilami vend 71% du capital du groupe Eco-Médias à Trispolis, un holding financier détenu en majorité par Zouheir Bennani (Label Vie  et  Aradei Capital) et l'homme d'affaires libanais Nader Mawlawi (Sunergia).
| Actionnariat du groupe Eco-Medias en 2020                                                                            | %      |
| --- | ------ |
| Trispolis (Zouheir Bennani et Nader Mawlawi)                                                                         | 71%    |
| Global Communication (Filiale de la holding royale Al Mada)                                                          | 10,3%  |
| Khalid Belyazid (Directeur général d'Éco-Médias)                                                                     | 3,5 %  |
| AIXOR. Entreprise de gestion des valeurs mobilières détenue par Jean Luc Martinet délégué national de l'UMP au Maroc | 10,3 % |
| Sopar (holding de la famille Kettani)                                                                                | 10,3 % |

### Equipe de Rédaction
Depuis 2007, Mohamed Benabid dirigeait la Rédaction en Chef de L'Economiste, succédant à la fondatrice du journal, Nadia Salah. En 2021, il quitte l'aventure Eco-Médias pour se consacrer à l’enseignement et à la recherche au sein de l’Université Mohammed VI Polytechnique (UM6P). Jusque-là secrétaire de rédaction, Meriem Oudghiri lui succède.